# Đêm kinh hoàng 2
Đêm kinh hoàng 2 (hay Đêm ở viện bảo tàng: Trận chiến hoàng gia, tiếng Anh: Night at the Museum: Battle of the Smithsonian) là một bộ phim hài phiêu lưu kỳ ảo của Mỹ 2009 do Robert Ben Garant và Thomas Lennon viết kịch bản, đồng sản xuất với Chris Columbus và Michael Barnathan, đồng thời do Shawn Levy đạo diễn. Phim có sự tham gia của Ben Stiller, Amy Adams, Owen Wilson, Hank Azaria, Christopher Guest, Alain Chabat và Robin Williams. Đây là phần thứ hai trong loạt phim Night at the Museum, và là phần tiếp theo của bộ phim năm 2006 Đêm ở viện bảo tàng. Phim khởi chiếu tại Việt Nam ngày 26 tháng 6 năm 2009. và được 20th Century Fox công chiếu tại rạp vào ngày 22 tháng 5 năm 2009, trở thành phim đầu tiên trong loạt phim không chiếu vào tháng 12. Giống như phần đầu tiên, phim nhận được đánh giá phê bình trái chiều và đạt doanh thu phòng vé thành công khi thu về $413 triệu so với kinh phí $150 triệu.

## Nội dung
Câu chuyện bắt đầu khi Viện bảo tàng Lịch sử Tự nhiên được đóng cửa để trùng tu và nâng cấp, các hiện vật và mẫu tượng tại đây được chuyển đến kho dự trữ liên bang ở Viện Smithosnian nổi tiếng ở Washington. Larry Daley hiện là một nhà sáng chế, kinh doanh lương thiện và không còn làm việc gác bảo tàng ban đêm nữa, nhưng khi biết tin các bạn cũ – tượng Cựu tổng thống Roosevelt và chàng cao bồi Jedediah đang gặp nạn tại nơi ở mới, Daley không ngần ngại thâm nhập vào Smithsonian để giúp một tay. Và một lần nữa, Larry Daley lại trải qua một đêm kinh hoàng tại bảo tàng với sự nổi loạn của các hiện vật tại đây.
Điểm nhấn của phim chính là Viện Smithsonian – một học viện nghiên cứu nổi tiếng của Mỹ, đang tập trung 19 bảo tàng và 9 trung tâm nghiên cứu của thủ đô. Nơi đây đang cất giữ hơn 142 triệu di vật trong các bộ sưu tập, từ chiếc máy bay Amelia Earhart dùng để bay một mình băng qua Đại Tây Dương, đến chiếc áo khoác của Fonzie trong series Happy Days,… và trong số đó, có cả một tên Pharaoh hung tợn, độc ác tên là Kahmunrah, kẻ liên tục gây xung đột với các hiện vật khác như tượng Franklin D. Roosevelt, Dexter, Al Capone,… và đang âm mưu trốn thoát khỏi bảo tàng, thôn tính thế giới. Amelia Earheart đã ra sức giúp đỡ Daley chống lại trò ma quỷ của Kahmunrah và cùng anh cố gắng đặt các hiện vật lại đúng vị trí của mình trước khi trời sáng. Với quy mô to lớn của Smithsonian và số lượng hiện vật khổng lồ mà nơi này đang lưu giữ, nhiệm vụ lần này của Daley xem ra rắc rối hơn và nguy hiểm hơn lần trước rất nhiều.

## Diễn viên

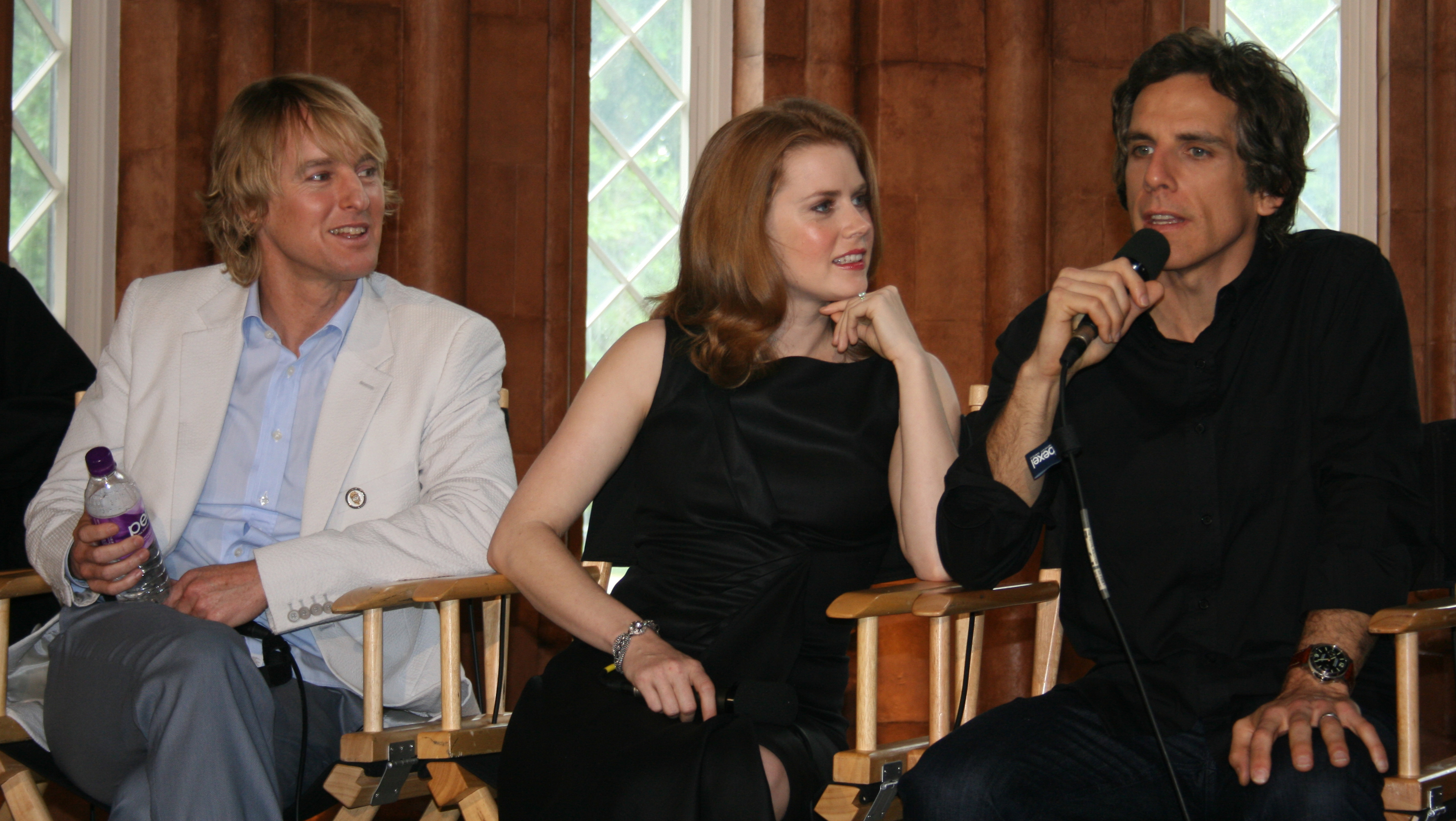
Owen Wilson, Amy Adams và Ben Stiller tại một buổi thảo luận về bộ phim vào tháng 5 năm 2009.

### Con người
- Ben Stiller vai Larry Daley, một cựu nhân viên bảo vệ, nay đã trở thành CEO của Daley Devices.
- Ricky Gervais vai Tiến sĩ McPhee, người phụ trách bảo tàng Lịch sử Tự nhiên.
- Jake Cherry vai Nicky Daley, con trai Larry Daley.
- Amy Adams vai Tess, một người phụ nữ trẻ ở cuối phim có ngoại hình giống hệt Amelia Earhart.

### Hiện vật
- Robin Williams vai Theodore Roosevelt, tượng sáp của vị tổng thống thứ 26 của Hoa Kỳ
  - Robin Williams cũng lồng tiếng cho bức tượng mạ đồng Theodore Roosevelt.
- Amy Adams vai Amelia Earhart, một nữ phi công lịch sử nổi tiếng.
- Owen Wilson vai Jedediah, một chàng cao bồi nhỏ bé.
- Steve Coogan vai Octavius, một người lính La Mã bé nhỏ.
- Hank Azaria vai Kahmunrah, một pharaoh, quỷ dữ và anh em độc ác với Ahkmenrah.
- Christopher Guest vai Ivan IV của Nga, vị hoàng đế lịch sử của Nga liên minh với Kahmunrah.
- Alain Chabat vai Napoleon Bonaparte, nhà lãnh đạo Đệ Nhất Đế chế Pháp liên minh với Kahmunrah.
- Jon Bernthal vai Al Capone, một tên gangster và người sáng lập Chicago Outfit liên minh với Kahmunrah.
- Caroll Spinney vai Oscar the Grouch, nhân vật Sesame Street nổi tiếng cố gắng liên minh với Kahmunrah.
- Thomas Morley vai Darth Vader, một nhân vật phản diện nổi tiếng trong series Star Wars cố gắng liên minh với Kahmunrah.
- Khỉ Crystal vai Dexter, một chú khỉ khó chịu

### Khác
- Hank Azaria vai Người suy nghĩ, tượng Abraham Lincoln ở Nhà tưởng niệm Lincoln
- Eugene Levy vai Albert Einstein đầu lúc lắc nhỏ
- Mindy Kaling vai Docent
- George Foreman vai chính an
- Alberta Mayne vai cô y tá hôn

## Sản xuất

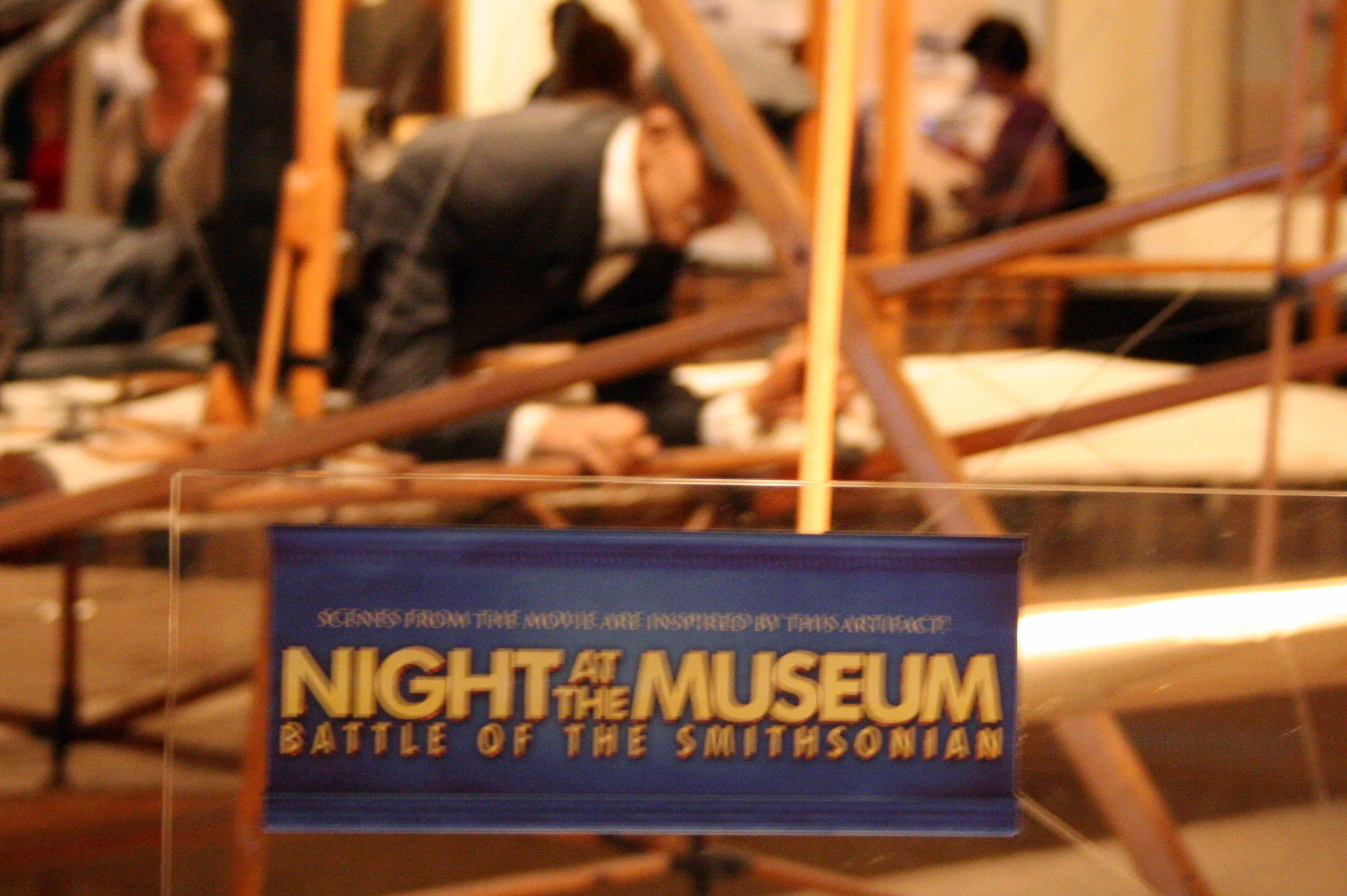
Nhãn Night at the Museum trong triển lãm Wright Flyer tại một Bảo tàng Hàng không và Vũ trụ quốc gia.

20th Century Fox thông báo rằng phần tiếp theo, Night at the Museum: Battle of the Smithsonian sẽ được công chiếu trong lễ Chiến sĩ trận vong cuối tuần năm 2009. Ben Stiller, Owen Wilson, Steve Coogan, Ricky Gervais, Patrick Gallagher, Jake Cherry, Rami Malek, Mizuo Peck, Brad Garrett và Robin Williams sẽ tiếp tục trở lại trong phần tiếp theo, với Shawn Levy trở lại làm đạo diễn.
Phim được quay hầu hết ở Vancouver và Montreal với một vài cảnh quay tại viện Smithsonian tại Washington, D.C.. Một cảnh được quay vào lễ tưởng niệm Lincoln vào đêm ngày 21 tháng 5 năm 2008. Những cảnh khác được quay ở bảo tàng lịch sử tự nhiên Hoa Kỳ tại New York vào ngày 18-20 tháng 8 năm 2008.
Đây là bộ phim đầu tiên sử dụng khu liên hợp của viện Smithsonian làm bối cảnh chính, và là phim thứ sáu được quay tại viện Smithsonian, sau The Day the Earth Stood Still, Earth Vs. The Flying Saucers (1956), Chances Are (1989), Get Smart (2008) và Transformers: Bại binh phục hận (2009). Các nhà làm phim đã mượn đồ trang trí cho Viện Smithsonian sử dụng trong phim, được trình diễn trong Lâu đài Smithsonian bao gồm rất nhiều đồ tạo tác tạo ra trong phim. Viện Smithsonian cũng đưa một cuốn sách nhỏ sẵn trên mạng và các quầy dịch vụ du khách, phác thảo nơi tìm thấy hiện vật.

## Âm nhạc
Alan Silvestri trở lại soạn nhạc phần kế tiếp.

### Danh sách bài hát
Tất cả các ca khúc được viết bởi Alan Silvestri.
| Night At the Museum: Battle of the Smithsonian (Original Motion Picture Soundtrack) | Night At the Museum: Battle of the Smithsonian (Original Motion Picture Soundtrack) | Night At the Museum: Battle of the Smithsonian (Original Motion Picture Soundtrack) |
| STT                                                                                 | Nhan đề                                                                             | Thời lượng                                                                          |
| ----------------------------------------------------------------------------------- | ----------------------------------------------------------------------------------- | ----------------------------------------------------------------------------------- |
| 1.                                                                                  | "Night at the Museum: Battle of the Smithsonian"                                    | 02:38                                                                               |
| 2.                                                                                  | "Daley Devices"                                                                     | 00:36                                                                               |
| 3.                                                                                  | "This Night is Their Last"                                                          | 04:35                                                                               |
| 4.                                                                                  | "To Washington"                                                                     | 00:37                                                                               |
| 5.                                                                                  | "Getting Past Security"                                                             | 01:49                                                                               |
| 6.                                                                                  | "Finding Jed and the Others"                                                        | 03:16                                                                               |
| 7.                                                                                  | "I Have Come Back to Life"                                                          | 01:04                                                                               |
| 8.                                                                                  | "The Tablet"                                                                        | 03:25                                                                               |
| 9.                                                                                  | "I Smell Adventure"                                                                 | 04:31                                                                               |
| 10.                                                                                 | "He Doesn't Have All Night"                                                         | 01:46                                                                               |
| 11.                                                                                 | "The Adventure Continues"                                                           | 03:25                                                                               |
| 12.                                                                                 | "Octavius Attacks"                                                                  | 01:22                                                                               |
| 13.                                                                                 | "Entering the Air & Space Museum"                                                   | 01:32                                                                               |
| 14.                                                                                 | "Escape in Wright Flyer"                                                            | 03:29                                                                               |
| 15.                                                                                 | "Got the Combination"                                                               | 02:19                                                                               |
| 16.                                                                                 | "Gate to the Underworld"                                                            | 01:02                                                                               |
| 17.                                                                                 | "I Ride the Squirrel"                                                               | 01:25                                                                               |
| 18.                                                                                 | "On Your Toes"                                                                      | 01:54                                                                               |
| 19.                                                                                 | "The Battle"                                                                        | 01:44                                                                               |
| 20.                                                                                 | "Divide the House"                                                                  | 01:28                                                                               |
| 21.                                                                                 | "Victory is Ours"                                                                   | 01:19                                                                               |
| 22.                                                                                 | "Goodbye"                                                                           | 02:43                                                                               |
| 23.                                                                                 | "Museum Open Late"                                                                  | 02:02                                                                               |
| Tổng thời lượng:                                                                    | Tổng thời lượng:                                                                    | 49:51                                                                               |

## Công chiếu
Một trailer của Đêm kinh hoàng 2 được phát hành ngày 19 tháng 12 năm 2008. Bộ phim ra mắt ngày 14 tháng 5 năm 2009 tại Washington, D.C. Phim được công chiếu tại Anh quốc ngày 20 tháng 5 năm 2009 và 22 tháng 9 năm 2009 tại Hoa Kỳ và ngày 12 tháng 8 năm 2009 tại Nhật Bản. Phim khởi chiếu tại Việt Nam ngày 26 tháng 6 năm 2009 với dòng giới thiệu ấn tượng "Màn đêm buông xuống - Trận chiến bắt đầu".

### Doanh thu phòng vé
Trong tuần mở màn của ngày 22 tháng 5 năm 2009 phim thu về $49,036,322 khi được chiếu tại 56 vùng lãnh thổ; phim ra mắt tại Anh quốc ($6.6 triệu), Nga ($6.6 triệu) và Pháp ($5.05 triệu). Thị trường lớn nhất tại các lãnh thổ khác là Anh quốc, Nhật Bản, Đức, Úc và Pháp nơi phim thu về $32.8 triệu, $21.49 triệu, $18.78 triệu, $14.03 triệu và $13.3 triệu.